# Militärbefugnisgesetz
Das österreichische Militärbefugnisgesetz (MBG) ist ein Bundesgesetz und regelt die Befugnisse der Soldaten des Bundesheeres und der Angehörigen der Heeresverwaltung im Rahmen der militärischen Landesverteidigung.

## Hintergrund
Nach Art. 79 Bundes-Verfassungsgesetz (B-VG) obliegt dem Bundesheer die militärische Landesverteidigung.
Die Befugnisse der militärischen Wachen sowie der Nachrichtendienste (Heeres-Nachrichtenamt und Abwehramt) waren vor Inkrafttreten des MBG teilweise gar nicht oder lediglich in Teilen gesetzlich normiert. So war beispielsweise der Waffengebrauch zur Gefahrenabwehr im Wachdienst im Wesentlichen durch eine Bestimmung aus dem Militär-Strafgesetz des Jahres 1855, welche durch diverse Gesetzesnovellen als Teil der Strafprozessordnung beziehungsweise danach als Anhang zum Militärstrafgesetz in Geltung gestanden war, geregelt. Durch die fortschreitende gesetzliche Normierung der Befugnisse der staatlichen Organe im Bereich der Ausübung von Befehls- und Zwangsgewalt sowie der Nachrichtendienste (z. B. durch das im Jahr 1993 in Kraft getretene Sicherheitspolizeigesetz) wurde vom Bundesministerium für Landesverteidigung das Militärbefugnisgesetz ausgearbeitet.
Gleichzeitig wurden eine Überführung des militärischen Leistungsrechtes aus dem bis dahin in Kraft stehenden Militärleistungsgesetz in das neue MBG, Begriffsdefinitionen sowie die Einführung des Rechtsschutzbeauftragten für den Bereich der Nachrichtendienste vorgenommen.
Das MBG ist am 1. Juli 2001 in Kraft getreten und wurde seither mehrfach novelliert (zuletzt durch das Wehrrechtsänderungsgesetz 2024).

## Gliederung
Das MBG gliedert sich in fünf Teile, wobei im ersten hauptsächlich Begriffsbestimmungen und allgemeine Regelungen getroffen, im zweiten die Aufgaben und Befugnisse im Wachdienst und im Rahmen der nachrichtendienstlichen Abwehr definiert werden, im dritten das militärische Leistungsrecht, im vierten die Bestimmungen zum Rechtsschutz und im fünften Straf- und Schlussbestimmungen enthalten sind.

## Inhalt
In den ersten Paragraphen werden Begriffsbestimmungen getroffen und die Abgrenzung zur Sicherheitspolizei gemäß Sicherheitspolizeigesetz geregelt. Besteht ein Verhalten, gegen das sich der militärische Eigenschutz richtet, in einer allgemeinen Gefahr nach § 16 Abs. 1 des Sicherheitspolizeigesetzes (SPG), sind militärische Organe nur subsidiär zuständig (§ 2 Abs. 2 MBG). Damit wird die militärische Befugnisausübung zum Selbstschutz in der Praxis im Wesentlichen auf unmittelbare Erstmaßnahmen zur entsprechenden Gefahrenabwehr beschränkt.
Die §§ 6 bis 19 regeln den militärischen Wachdienst und die Befugnisausübung im Rahmen desselben, beispielsweise durch Wegweisung, Kontrolle, Durchsuchung oder Festnahme von Personen oder Ausübung der unmittelbaren Zwangsgewalt. Mit Entscheidung vom 23. Jänner 2004 hatte der Verfassungsgerichtshof (VfGH) unter anderem § 11 Abs. 1 und § 11 Abs. 5 MBG in ihrer ursprünglichen Fassung, die die vorläufige Festnahme regeln, mit Wirkung zum 31. Dezember 2004 wegen Verstößen gegen das Bundesverfassungsgesetz über den Schutz der persönlichen Freiheit (PersFrBVG) als verfassungswidrig aufgehoben.
Geregelt wird auch der (lebensgefährdende) Waffengebrauch, analog zum Waffengebrauchsgesetz 1969, sowie das Betreten von Grundstücken, Räumen und Fahrzeugen zur Gefahrenabwehr und das Sicherstellen von Sachen. Der militärische Wachdienst dient gemäß § 2 MBG dem Schutz vor drohenden und [der] Abwehr von gegenwärtigen Angriffen gegen militärische Rechtsgüter beziehungsweise dem Schutz oder [der] Abwehr betreffend vergleichbare Tatbestände von Verwaltungsübertretungen, die gegen militärische Rechtsgüter gerichtet sind.
In den §§ 20 bis 25 wird die nachrichtendienstliche Abwehr samt der Befugnisse der Organe der Nachrichtendienste, wie beispielsweise im Rahmen der Observation oder der Durchführung von Verlässlichkeitsprüfungen, geregelt.
§ 26 regelt die militärische Luftraumüberwachung.
Die §§ 27 bis 42 (3. Teil) beinhalten das neue militärische Leistungsrecht, welches im Wesentlichen aus dem Militärleistungsgesetz übernommen wurde. Es dient der Deckung des vordringlichsten materiellen Bedarfs des Heeres in Angelegenheiten der militärischen Landesverteidigung und normiert Eingriffsmöglichkeiten in die Grundrechte auf Eigentum und auf Erwerbsfreiheit.
Die restlichen Paragraphen regeln etwaige Entschädigungen im Falle eines durch eine Befugnisausübung entstandenen Schadens, die Aufgaben des Rechtsschutzbeauftragten sowie Strafbestimmungen, zum Beispiel für die Nichtbefolgung einer Wegweisung.